# Ebba Grön
Ebba Grön war eine Musikgruppe aus dem Stockholmer Vorort Rågsved, die sich aus der Punk-Bewegung entwickelte und 1977 gegründet wurde.
Die Band spielte Rockmusik mit Elementen aus Punk-Rock und Progressive Rock und ausschließlich schwedischen Texten mit politischen Inhalten. Sie ist die kommerziell erfolgreichste Punk-Rock-Band aus Schweden.

## Geschichte
Die Band Ebba Grön wurde 1977 von Thåström, Eriksson und Ljungstedt während einer Party in einem Übungsraum gegründet. Der Name spielt auf den Polizeicode für die Festnahme des deutschen Terroristen Norbert Kröcher an, der die Entführung der schwedischen Politikerin Anna-Greta Leijon plante.
Sänger Joakim Thåström wurde schnell zur Frontfigur von Ebba Grön. Die erste eigene Single, Antirock, wurde am 21. April 1978 veröffentlicht. Die Band kaufte die gesamte Auflage von 500 Exemplaren auf und verteilte sie unter Freunden und in der Szene. 1979 kam das erste Album heraus, We’re Only in It for the Drugs. 1982 kam das 3. und erfolgreichste Album Ebba Grön heraus, mit den Hits 800 Grader, das den Ausbruch des Atomkriegs heraufbeschwört, und Die Mauer. Im darauffolgenden Jahr löste sich die Band auf. Bassist Fjodor hatte den Ruhm satt, während der Rest der Band als Folgeprojekt die Band Imperiet gründete.

## Diskografie

### Studioalben
| Jahr | Titel                          | Höchstplatzierung, Gesamtwochen, AuszeichnungChartsChartplatzierungen (Jahr, Titel, Platzierungen, Wochen, Auszeichnungen, Anmerkungen) | Anmerkungen |
| Jahr | Titel                          | SE | Anmerkungen |
| ---- | ------------------------------ | --- | ----------- |
| 1979 | We’re Only in It for the Drugs | SE21 (2 Wo.)SE |             |
| 1981 | Kärlek & Uppror                | SE5 (15 Wo.)SE |             |
| 1982 | Ebba Grön                      | SE1 (8 Wo.)SE |             |

### Livealben
| Jahr | Titel | Höchstplatzierung, Gesamtwochen, AuszeichnungChartsChartplatzierungen (Jahr, Titel, Platzierungen, Wochen, Auszeichnungen, Anmerkungen) | Anmerkungen |
| Jahr | Titel | SE | Anmerkungen |
| ---- | ----- | --- | ----------- |
| 1998 | Live  | SE4 (6 Wo.)SE |             |

### Kompilationen
| Jahr | Titel                 | Höchstplatzierung, Gesamtwochen, AuszeichnungChartsChartplatzierungen (Jahr, Titel, Platzierungen, Wochen, Auszeichnungen, Anmerkungen) | Anmerkungen |
| Jahr | Titel                 | SE | Anmerkungen |
| ---- | --------------------- | --- | ----------- |
| 1983 | Samlade singlar 78/82 | SE17 (47 Wo.)SE |             |
| 2005 | Samlingen             | SE14 (7 Wo.)SE |             |
| 2008 | Boxen                 | SE18 (2 Wo.)SE |             |

Weitere Kompilationen
- 1987: Ebba Grön 1978-1982

### Singles
| Jahr | Titel Album        | Höchstplatzierung, Gesamtwochen, AuszeichnungChartsChartplatzierungen (Jahr, Titel, Album, Platzierungen, Wochen, Auszeichnungen, Anmerkungen) | Anmerkungen |
| Jahr | Titel Album        | SE | Anmerkungen |
| ---- | ------------------ | --- | ----------- |
| 1979 | Vad ska du bli?    | SE18 (1 Wo.)SE |             |
| 1980 | Staten & kapitalet | SE11 (12 Wo.)SE |             |
| 1981 | Scheisse           | SE3 (8 Wo.)SE |             |